# 화곡역
화곡역(禾谷驛, Hwagok station)은 대한민국 서울특별시 강서구 화곡동과 우장산동에 걸쳐 있는 수도권 전철 5호선의 전철역이다. 심야에 1편성이 주박한다.

## 역사
- 1996년 3월 20일 : 서울 지하철 5호선 방화역~까치산역 구간 개통(마곡역 제외)과 함께 영업 개시

## 개요
우장산역 방면 터널에는 주박선이 설치되어 있어 화곡행 막차가 영업을 마치고, 주박하기도 한다. 심야에 1편성이 주박한다.

## 역 구조
1면 2선의 곡선 섬식 승강장을 갖춘 지하역이며, 스크린도어가 설치되어 있다. 출구는 8개다. 1·2번 출구는 우장산동에 있고, 3번~8번 출구는 화곡동에 있다. 이 역은 전동차와 승강장 사이가 넓으므로 승, 하차시 발이 빠지지 않도록 주의하여야 한다.
현재 선로에 하늘색 페인트만 칠해져 있다.

### 승강장
| 우장산 ↑ |
| 하 상 \| |
| ↓ 까치산 |

| 상행 | ● 수도권 전철 5호선 | 우장산 · 발산 · 마곡 · 송정 · 김포공항 · 개화산 · 방화 방면              |
| 하행 | ● 수도권 전철 5호선 | 까치산 · 목동 · 여의도 · 공덕 · 광화문 · 광나루 · 하남검단산 · 마천 방면 |

## 역 주변
1번 출구 
- 우장산동주민센터
- 우장산아이파크이편한세상
- 강서힐스테이트아파트

2번 출구 
- 우장초등학교 방면
- 한국폴리텍1 서울강서대학 방면

3번 출구 
- 강서구청. 강서경찰서 방면
- 화곡우체국
- 화곡본동시장
- 화곡초등학교
- 성지중.고등학교

4번 출구 
- 화곡본동
- 화곡터널

5번 출구 
- 화곡중앙골목시장

6번 출구 
- 신월초등학교
- 강서청소년상담복지센터

7번 출구 
- 서울강서양천교육지원청 방면
- 신화중학교 방면
- 신월중학교 방면
- 부천 방향
- 화곡푸르지오아파트

8번 출구 
- 화곡3동주민센터
- 화곡3치안센터
- 대원시장

## 이용객 변동
| 노선  | 노선    | 일평균 인원수 (명/일) | 일평균 인원수 (명/일) | 일평균 인원수 (명/일) | 일평균 인원수 (명/일) | 일평균 인원수 (명/일) | 일평균 인원수 (명/일) | 일평균 인원수 (명/일) | 일평균 인원수 (명/일) | 일평균 인원수 (명/일) | 일평균 인원수 (명/일) | 각주  |
| 노선  | 노선    | 2000년                | 2001년                | 2002년                | 2003년                | 2004년                | 2005년                | 2006년                | 2007년                | 2008년                | 2009년                | 각주  |
| ----- | ------- | --------------------- | --------------------- | --------------------- | --------------------- | --------------------- | --------------------- | --------------------- | --------------------- | --------------------- | --------------------- | ----- |
| 5호선 | 승차    | 24,246                | 26,168                | 27,662                | 29,018                | 29,341                | 29,981                | 30,080                | 30,373                | 30,535                | 29,976                | [ 1 ] |
| 5호선 | 하차    | 20,958                | 22,708                | 24,333                | 24,701                | 24,870                | 26,528                | 26,481                | 26,563                | 27,041                | 26,624                | [ 1 ] |
| 5호선 | 승·하차 | 45,204                | 48,876                | 51,995                | 53,719                | 54,210                | 56,508                | 56,561                | 56,936                | 57,576                | 56,601                | [ 1 ] |
| 노선  | 노선    | 2010년                | 2011년                | 2012년                | 2013년                | 2014년                | 2015년                | 2016년                | 2017년                | 2018년                |                       | [ 1 ] |
| 5호선 | 승차    | 29,756                | 30,181                | 30,333                | 30,279                | 29,564                | 29,245                | 29,383                | 29,603                | 29,744                |                       | [ 1 ] |
| 5호선 | 하차    | 26,477                | 26,981                | 27,385                | 27,207                | 26,887                | 26,880                | 27,091                | 27,316                | 27,438                |                       | [ 1 ] |
| 5호선 | 승·하차 | 56,233                | 57,161                | 57,718                | 57,486                | 56,451                | 56,125                | 56,474                | 56,919                | 57,182                |                       | [ 1 ] |

## 사진

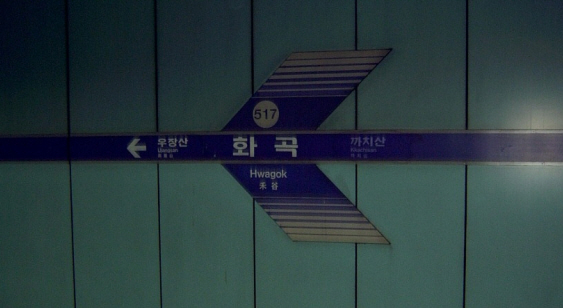
방화 방향 역명판(현재 철거됨)
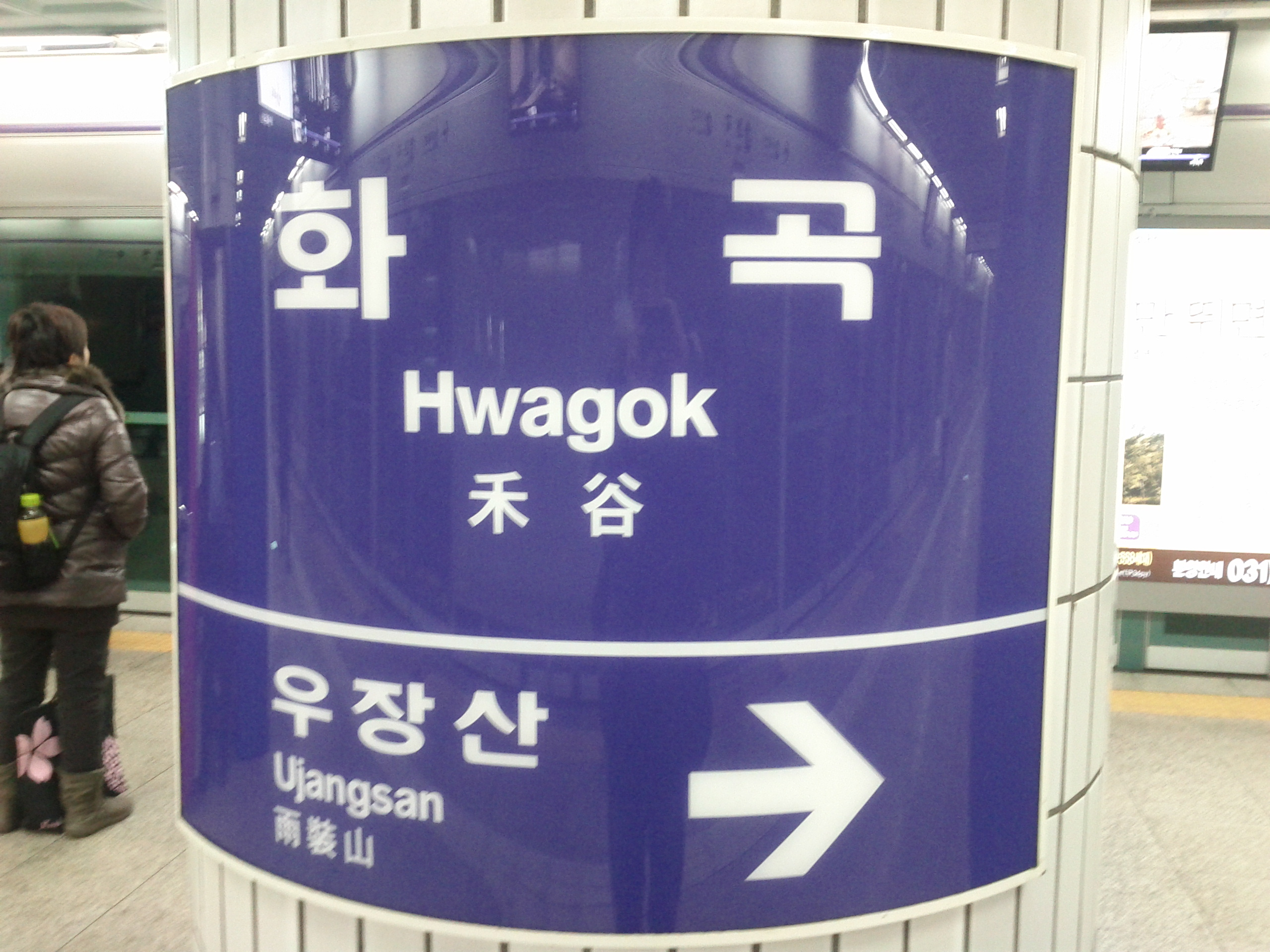
역명판(개정 전)

## 인접한 역
| 서울 지하철 5호선 본선 | 서울 지하철 5호선 본선 | 서울 지하철 5호선 본선          |
| ---------------------- | ---------------------- | ------------------------------- |
| 516 우장산 방화 방면   | ● 수도권 전철 5호선    | 518 까치산 하남검단산·마천 방면 |

## 같이 보기
- 방화역